# Bazzania subaequitexta
Bazzania subaequitexta là một loài rêu tản trong họ Lepidoziaceae. Loài này được (Stephani) N. Kitag. miêu tả khoa học lần đầu tiên năm 1979.